# Accords de Bercy sur le dialogue social dans la fonction publique
Pour les articles homonymes, voir Bercy.

Les accords de Bercy, signés le 2 juin 2008 par six des principales 
organisations syndicales, visent à rénover le dialogue social dans la fonction publique française.